# Don Frye (pianist)
Donald Q. Frye (Springfield (Ohio), 1903 – 9 februari 1981) was een Amerikaanse jazzzanger en -pianist.

## Biografie
Frye was afkomstig uit het midwesten van de Verenigde Staten en begon zijn muziekcarrière in het orkest van de gebroeders Lloyd en Cecil Scott (1926-1929), waarmee in 1927 de eerste opnamen ontstonden. Daarna verhuisde hij naar New York en werkte hij o.a. bij Frankie Newton, kort bij het John Kirby Sextet (1937), Lucky Millinder (1938/39) en Zutty Singleton (1940/41). In Los Angeles werkte hij in 1939 met Slim Gaillard. Nadat hij aanvankelijk had gespeeld in het Village Vanguard, trad hij vanaf 1944 op als solist in Jimmy Ryan's, een van de jazzclubs in de 52nd Street. Onder zijn eigen naam speelde hij in december 1945 drie plaatkanten in. Hij nam bovendien op met Buster Bailey, Clarence Williams (1934), Red Allen, Frankie Newton (1939), Edmond Hall (1944), King Oliver en Cecil Scott (1959). Na de sluiting van Ryan's in 1962 werkte Frye als freelance solopianist in Manhattan (New York)

## Overlijden
Don Frye overleed in februari 1981 op 78-jarige leeftijd.

## Discografie
- Willie "The Lion" Smith, Cliff Jackson & Don Frye: Midnight Piano (1944–49)

- Bibliothèque nationale de France: cb13943916j (data)
- Gemeinsame Normdatei: 1199558303
- International Standard Name Identifier: 0000 0000 0099 3269
- Library of Congress Control Number: n2001078501
- MusicBrainz: a614e6b1-374d-4dc1-a105-3c1b82f92fcb
- Istituto Centrale per il Catalogo Unico: UM1V044567
- Virtual International Authority File: 49413147
- WorldCat: E39PBJxCDXQP6wcyq9DjFVhJXd